# 一柳頼徳
一柳 頼徳（ひとつやなぎ よりのり）は、伊予国小松藩3代藩主。直卿（なおあきら）の名でも呼ばれる。能書家として知られた。

## 生涯
寛文6年（1666年）3月18日、第2代藩主・一柳直治の長男として小松に生まれる。母は側室の正寿院。
延宝4年（1676年）、11歳で将軍徳川家綱に初謁。宝永2年（1705年）閏4月15日、父の隠居に伴い、40歳で家督を継ぐ。宝永6年（1709年）4月、従五位下因幡守に叙任。同年9月には駿府加番となった。
頼徳に男子はなく、初めは三弟（正室所生）の直堅を養嗣子とし、将軍への御目見得も済ませていたが、直堅は頼徳が藩主となる直前の宝永2年（1705年）4月に早世している。その後正徳4年（1714年）9月に甥の頼邦（次弟・一柳治良の長男）を養嗣子に迎えている。
享保9年（1724年）10月4日、江戸にて死去、享年59。江戸品川の寿昌寺に葬られた。跡は養嗣子の頼邦が継いだ。

## 人物・逸話
- 詩歌に秀で、書家として諸侯随一とされ、多くの墨跡を遺した。その書は手本として将軍家に納められたという[2]。
- 宝永6年（1709年）、因幡守叙任に際して描かれた「一柳直卿公寿像」（一柳家所有、小松温芳図書館寄託）は、2007年（平成19年）3月に西条市有形文化財に指定された[4]。小松藩主の肖像画としては唯一のものである[4]。

## 系譜
- 父：一柳直治（1642-1716）
- 母：正寿院
- 室：不詳
- 養子
  - 男子：一柳直堅（1680-1705） - 一柳直頼の三男
  - 男子：一柳頼邦（1696-1744） - 一柳治良の長男